# Huella hídrica gris
La huella hídrica gris hace referencia a la calidad del agua dulce asociada con la producción de un producto a lo largo de su cadena de suministro. Se define como el volumen de agua dulce que se requiere para asimilar la carga de contaminantes, sobre la base de las concentraciones naturales y normas existentes de calidad ambiental del agua para devolver el agua a la cuenca de origen con la calidad que se extrajo.